# Totärnen (Askersunds socken, Närke, 652898-144076)
Totärnen är en sjö i Askersunds kommun i Närke och ingår i Motala ströms huvudavrinningsområde. Sjöns area är 0,005 kvadratkilometer och den befinner sig 134,8 meter över havet.